# Mărunței
Mărunței is een Roemeense gemeente in het district Olt.
Mărunței telt 4539 inwoners.